# Ayalagaya
Ayalagaya è una circoscrizione mista della Tanzania, situata nel distretto rurale di Babati, nella regione del Manyara. Al 2022 contava 11 935 abitanti.